# Erin McNeice
Pas d'image ? Cliquez ici
Erin McNeice (née le 6 avril 2004) est une grimpeuse britannique spécialisée dans l'escalade de compétition. Elle a été sélectionnée pour représenter le Royaume-Uni aux Jeux olympiques d'été de 2024.

## Biographie
McNeice a commencé à grimper à l'âge de cinq ans lorsque son père l'a emmenée avec son frère aîné dans une salle d'escalade,.
À l'âge de 12 ans, après avoir vécu quatre ans en Malaisie où elle s'est entraînée sur des murs d'escalade plus grands, McNeice a participé à sa première compétition nationale avant d'intégrer l'équipe junior d'escalade de Grande-Bretagne. En 2021, elle participe aux Championnats du monde d'escalade jeunesse IFSC, où elle s'est classée 5e en bloc et 10e en difficulté.
En 2022, alors qu'elle n'avait que 17 ans, elle est devenue la plus jeune membre de l'équipe d'escalade de Grande-Bretagne,.
McNeice a remporté les championnats britanniques d'escalade de difficulté en 2022 et 2023,.
Elle a remporté une médaille de bronze lors de la première épreuve de qualification olympique à Shanghai, en Chine, en mai 2024 ,,. Le mois suivant, elle égale cette performance lors du deuxième événement de la série à Budapest, en Hongrie, se qualifiant ainsi aux Jeux olympiques d'été de 2024 ,,,,.
Sa place olympique a été officiellement confirmée lorsque l'équipe de Grande-Bretagne a nommé son équipe d'escalade le 3 juillet 2024,. Aux Jeux de Paris, McNeice a terminé 10e en bloc et 7e en difficulté lors des demi-finales, se qualifiant en finale à la septième position,,,. Elle finit cinquième lors de cette finale, elle n'était pas attendue lors de cette finale mais y a créé la surprise.
Elle décroche sa première médaille d'or IFSC lors des championnats du monde 2025 de difficulté à Wujiang en égalité avec la grimpeuse coréenne Chaehyun Seo, évènement inédite en escalade de compétition.
Erin décroche sa deuxième médaille d'or en difficulté lors des championnats du monde IFSC 2025 à Bali.